# Bradypodion setaroi
Bradypodion setaroi (карликовий хамелеон Сетаро) — вид ігуаноподібних ящірок родини хамелеонових (Chamaeleonidae). Мешкає в Південно-Африканській Республіці і Мозамбіку.

## Поширення і екологія
Карликові хамелеони Сетаро мешкають на північно-західному узбережжі Квазулу-Наталя та на крайньому півдні Мозамбіку. Вони живуть в прибережних дюнних лісах.